# Campionati del mondo di ciclismo su pista 2010 - Inseguimento individuale maschile
L'inseguimento individuale maschile è stato uno dei dieci eventi maschili disputati ai Campionati del mondo di ciclismo su pista 2010 di Ballerup, in Danimarca. Lo statunitense Taylor Phinney ha vinto la medaglia d'oro battendo nella manche finale il neozelandese Jesse Sergent.
La gara ha visto le partecipazione di 21 atleti rappresentanti 18 Paesi differenti. La fase di qualificazione e la finale si sono disputate entrambe il 25 marzo 2010.

## Record del mondo
| Record del mondo | Record del mondo | Record del mondo | Record del mondo | Record del mondo |
| ---------------- | ---------------- | ---------------- | ---------------- | ---------------- |
| WR               | 4'11"114         | Chris Boardman   | Manchester       | 29 agosto 1996   |

## Risultati

### Round di qualificazione
Il round di qualificazione vede i 27 partecipanti gareggiare una contro l'altra in gare da 2. Gli atleti con i migliori 4 tempi passano al turno successivo.
| Manche | Atleta                          | Tempo    | Posiz | Note |
| ------ | ------------------------------- | -------- | ----- | ---- |
| 1      | Silvan Dillier                  | 4'47"455 | 26    |      |
| 2      | Cheung King Lok                 | 4'32"195 | 20    |      |
| 2      | Westley Gough                   | 4'20"685 | 7     |      |
| 3      | Jonathan Dufrasne               | 4'29"416 | 19    |      |
| 3      | Jiang Xiao                      | 4'38"331 | 24    |      |
| 4      | Albert Torres Barceló           | 4'28"327 | 18    |      |
| 4      | Neofytos Sakellaridis-Mangouras | 4'39"081 | 25    |      |
| 5      | Wang Jie                        | 4'34"747 | 23    |      |
| 5      | Lasse Norman Hansen             | 4'22"239 | 8     |      |
| 6      | David O'Loughlin                | 4'25"203 | 12    |      |
| 6      | Ingmar De Poortere              | 4'27"400 | 17    |      |
| 7      | Julien Morice                   | 4'33"391 | 21    |      |
| 7      | Patrick Gretsch                 | 4'24"224 | 11    |      |
| 8      | Arno van der Zwet               | 4'26"677 | 11    |      |
| 8      | Aleksandr Serov                 | 4'18"356 | 4     | Q    |
| 9      | Marco Coledan                   | 4'26"267 | 14    |      |
| 9      | Aleksej Kolesov                 | -        | -     | DSQ  |
| 10     | Artur Eršov                     | 4'25"352 | 14    |      |
| 10     | Levi Heimans                    | 4'26"405 | 15    |      |
| 11     | Juan Esteban Arango             | 4'23"595 | 10    |      |
| 11     | Gediminas Bagdonas              | 4'33"590 | 22    |      |
| 12     | Rohan Dennis                    | 4'19"292 | 5     |      |
| 12     | Vitalij Popkov                  | 4'22"999 | 9     |      |
| 13     | Jack Bobridge                   | 4'17"169 | 3     |      |
| 13     | Vitalij Ščedov                  | 4'20"316 | 6     |      |
| 14     | Taylor Phinney                  | 4'16"102 | 2     | Q    |
| 14     | Jesse Sergent                   | 4'15"988 | 1     | Q    |

### Finali
Jesse Sergent e Taylor Phinney, i due classificati con il miglior tempo nelle qualificazioni, si affrontano direttamente per la medaglia d'oro; Jack Bobridge e Aleksandr Serov, rispettivamente terzo e quarto, per il bronzo.

#### Gara per l'oro
| Posiz | Atleta         | Tempo    |
| ----- | -------------- | -------- |
| 1     | Taylor Phinney | 4'16"600 |
| 2     | Jesse Sergent  | 4'18"459 |

#### Gara per il bronzo
| Posiz | Atleta          | Tempo    |
| ----- | --------------- | -------- |
| 3     | Jack Bobridge   | 4'18"066 |
| 4     | Aleksandr Serov | 4'21"263 |